# وحید اصغری

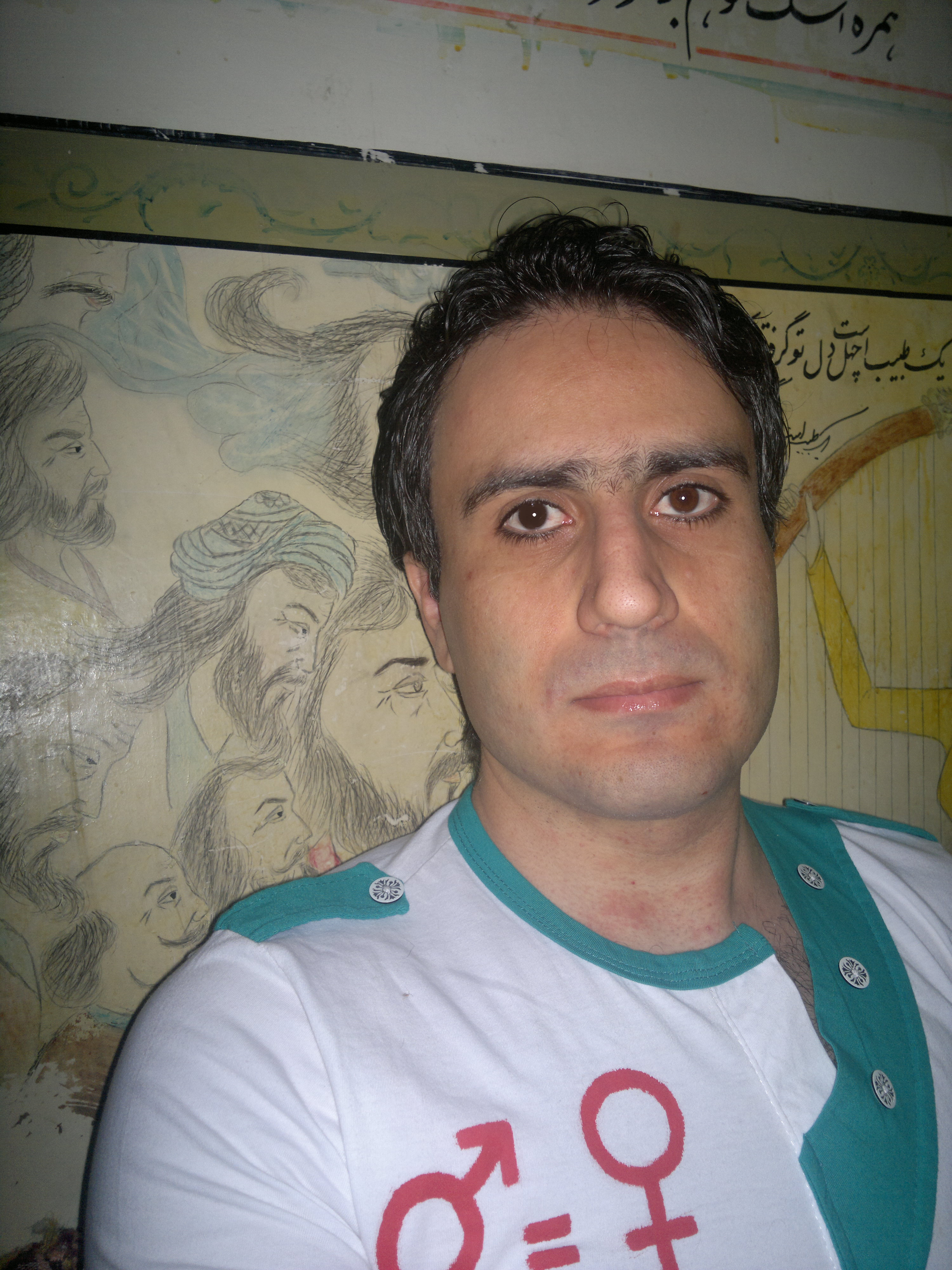
وحید اصغری فعال حقوق زنان

وحید اصغری (زاده ۱۳۶۵ در تهران) مدافع آزادی بیان، فعال حقوق زنان و زندانی سیاسی سابق به خاطر فعالیت‌های حقوق بشری در تاریخ ۱۹ اردیبهشت ۱۳۸۷ در هنگام عزیمت به فرودگاه امام خمینی توسط مأموران لباس شخصی سپاه پاسداران دستگیر شد و به مدت دو سال بدون محاکمه در سلول‌های انفرادی محبوس شد. وی دو بار در سال‌های ۹۰ و ۹۱ بدون اینکه خودش در دادگاه حضور داشته باشد و بدون امکان انتخاب وکیل مورد نظر خود، توسط شعبه ۱۵ دادگاه انقلاب به ریاست قاضی صلواتی محکوم به اعدام شده و پس از نقض حکم دادگاه در هر دو بار توسط شعبه ۶ دیوان عالی کشور، در روز ۱۶ آذر ۹۳ توسط شعبه ۲۸ دادگاه انقلاب به ریاست قاضی محمد مقیسه‌ای با حکم اولیه ۱۸ سال زندان روبرو شد و پس از سپری کردن هفت سال بازداشت موقت اما هنوز هیچ حکم قطعی ای برای وی تأیید نشده بود.
اتهامات وی تبلیغ علیه نظام، حمایت از سایتهای مخالف نظام و دین، راه اندازی طرح مبارزه با سانسور اینترنت در ایران، مدیریت خبرگزاری حقوق بشری، آموزش آنلاین تظاهرات آرام و انقلاب رنگین و راه اندازی کمپین بین‌المللی توسعه تساوی جنسیتی عنوان شده‌است. وی فعالیت‌های حقوق بشری را مبری از مجازات دانسته و تنها خواستار آزادی بی‌قید و شرط خود شده بود. 
او در فروردین ۱۳۹۵ از زندان آزاد شد.

## روزنامه‌نگاری و نویسندگی
وحید اصغری علاوه بر اتهام روزنامه‌نگاری به اتهام مطبوعاتی نشر اکاذیب نیز محاکمه شده و چند پرونده علیه وی در دادسرای مستقر در اوین بخاطر نوشتن و انتشار چند مقاله از جمله در مورد حقوق زنان و همین‌طور آزادی بیان مفتوح شده‌است. دیگر فعالیت‌های ژورنالیستی وی عبارت اند از:
- آموزش آنلاین تظاهرات آرام و انقلاب رنگین با نوشتن مقالات آموزشی
- راه اندازی و مدیریت خبرگزاری حقوق بشری
- راه اندازی و سردبیری سایت‌های خبری ضد نظام
- نوشتن در سایت‌ها و انتشار بیانیه از داخل زندان
- طراحی دیتابیس آنلاین همه روزنامه های جهان[۱۵][۱۶][۱۷][۱۸]

## فعالیت از درون زندان
این مدافع آزادی بیان پس از اینکه خواستار تغییرات در قانون اساسی شد به شعبه دوم دادسرای امنیت مستقر در زندان اوین احضار و پرونده‌ای علیه وی تشکیل شد. مجموع پرونده‌هایی که به خاطر انتشار شرح شکنجه‌ها، نامه به احمد شهید و مدیریت کمپین بین‌المللی توسعه تساوی جنسیتی از داخل زندان علیه وی مفتوح شده به پنج پرونده رسیده‌است.
او در دفاع از آزادی بیان از داخل بند ۳۵۰ زندان اوین بیانیه‌هایی صادر کرده‌است و یکی از طراحان کمپین تلاش برای اجرای بی‌قید و شرط اعلامیه جهانی حقوق بشر در ایران بوده‌است. از بیانیه‌های حقوق بشری وی بیانیه روز جهانی غذا برای دعوت همگانی برای کمک به برنامه جهانی غذا و ریشه کنی فقر بوده‌است. وی همچنین با عکسی از داخل بند سیاسی زندان رجایی شهر با مردم کوبانی و علیه تروریسم داعش اعلام همبستگی کرده‌است.
این فعال حقوق زنان که قبل از بازداشت بخش حقوق زنان خبرگزاری حقوق بشری خود را راه اندازی کرده بود، نسبت به وضعیت زنان در ایران به تناوب ابراز نگرانی کرده و نسبت به نیاز کشور به فعالان حقوق زنان در عرصه عمل هشدار داده و همچنین در نامه‌ای خواستار عدم دخالت پلیس در امر حجاب اجباری شده‌است. وی در روز جهانی خشونت علیه زنان نیز بیانیه‌ای منتشر کرده‌است. او به خاطر تأسیس کمپین تساوی جنسیتی به شعبه ۲ بازپرسی دادسرای امنیت احضار و پرونده‌ای برای وی مفتوح شده‌است.
این فعال حقوق بشر بخاطر ایراد افترا و نسبت دادن اتهامات دروغین از رسانه‌های متعلق به سپاه همچون خبرگزاری فارس و بخاطر اجبار به مصاحبه تلویزیونی تحت شکنجه از صداوسیما در دادسرای رسانه شکایت کرده‌است. او همواره از شرکت در دادگاه به دلیل رعایت نشدن هیچ‌کدام از حقوق اش و وقوع شکنجه‌ها امتناع کرده‌است.

## شکنجه و اعترافات تلویزیونی تحت فشار
وحید اصغری در طول دوره بازداشت متحمل فشارهای جسمی و روحی فراوانی شده و مجبور به اعترافات تلویزیونی علیه خود شده‌است. این اعترافات در حالی در شبکه‌های تلویزیونی پخش شده که هنوز وی در هیچ دادگاهی محاکمه نشده بود و تمام اتهاماتی که وی مجبور به اقرار به آن‌ها در تلویزیون شده بود بعدها توسط خود وی و دادگاه رد شدند.
او شوکر برقی، باتوم، شلاق، اسپری فلفل، گاز اشک آور، کابل، طناب دار، دستگاه فلک نمودن پا، دستگاه مخصوص ناخن کشیدن، یوغ گردن و دست‌ها، چاقو و تیزی، پنجه بکس، تیغ روی گلو، دستبند و پابند و چشم‌بند و حتی سلاح گرم پر از فشنگ را روی شقیقه اش تجربه کرده‌است تا وادار به اعترافات دروغین علیه خود شود و شکایت ۷۰ صفحه‌ای وی علیه بازجویان، بازپرس و قاضی در دادگاه‌های نظامی، انتظامی، قضات، رسانه و … جمهوری اسلامی ایران مورد رسیدگی قرار نگرفته و همگی بایگانی شده‌اند.
احمد شهید گزارشگر ویژه حقوق بشر سازمان ملل متحد در گزارش خود آورده‌است که وحید اصغری برای اخذ اعترافات دروغین شکنجه شده‌است. گزارشگران بدون مرز نیز اعلام کردند که وحید اصغری تحت فشار و شکنجه مجبور به اعترافاتی شده‌است که برای محکوم شدن او در اختیار دادگاه قرار می‌گیرد و تنها 'جرم' وحید اصغری در اختیار داشتن فضایی در اینترنت و میزبانی سایت‌هایی از جمله چند سایت متعلق به 'مخالفان نظام' بوده‌است. گزارشگران بدون مرز خواهان آزادی وحید اصغری شدند.

### نامه خطاب به قاضی صلواتی
وحید اصغری در ۲۵ آذر ماه ۱۳۸۸ طی نامه‌ای به قاضی صلواتی رئیس شعبه ۱۵ دادگاه انقلاب اسلامی شرح کاملی از فشارها و شکنجه‌های متحمل شده را بیان کرده‌است. وی در بخشی از این نامه گفته بود:

با چشم‌بند و دست بند مرا شدیداً به چوب بسته و به حالت کاسه سر به سمت پائین آویزان کردند و با طناب و دستبند و شلاق و سیلی زدند. با ضربه زدن به شکم و پهلو با پنجه بوکس و گذاشتن چاقو زیر گلویم و روی رگ دستم و تهدید به قتل و تجاوز جنسی چند نفره به من به زور هر چه می‌خواستند را تلقین می‌کردند و با وعده و اجبار از من بارها اعتراف غیرواقعی و کذب و امضا و اثر انگشت و نوار مصاحبهٔ ویدئویی جعلی گرفتند. در حالی که من فقط متهم بودم.

### بیماری‌ها و جراحات وارده
وحید اصغری از عفونت گوش و شکستگی بینی ای که در جریان بازجویی‌ها رخ داده‌است رنج می‌برد. او به طرز وحشیانه‌ای در طول بازجویی‌ها در زندان مورد ضرب و شتم قرار گرفته و در زندان مبتلا به سندرم تونل کارپال که از کار افتادگی عصب مچ دست می‌باشد، شده‌است. یک دندان وی در جریان حمله نیروهای اطلاعاتی لباس شخصی به بند ۳۵۰ در ۲۸ فروردین ۹۳ شکسته‌است و مسئولان قضائی هیچگاه اجازه درمان به وی نداده‌اند.

## اعتصاب غذا و ملاقات
وحید اصغری در پی عدم شرکت در جلسات دادگاه و درخواست آزادی بی‌قید و شرط خود، به علت تمرد از حضور در دادگاه به ده روز انفرادی در بند ۲۴۰ اوین و سه هفته ممنوعیت ملاقات با خانواده محکوم شد. وی در اعتراض به این تصمیم تنبیهی، تمام این ده روز را در اعتصاب غذا به سر برد. چند هم‌بندی وی نیز در بند ۳۵۰ در پشتیبانی از تصمیم این فعال حقوق بشر دست به اعتصاب غذا و اعتصاب ملاقات با خانواده زدند.
در پی هجوم مأموران لباس شخصی به بند ۳۵۰ اوین در روز پنجشنبه ۲۸ فروردین ۹۳ نیز وحید اصغری مجروح شد و به همراه مجروحان دیگر حادثه پنجشنبه سیاه، به ایراد شکایت از مسئولان زندان اوین پرداخت. وی همچنین به مدت ده روز در اعتصاب غذای اعتراضی به سر برد.
وی در جریان اعتراض به دخالت مسئولان اوین در امور داخلی بند ۳۵۰ و انتقال هم بندیانش به سلول انفرادی نیز به همراه ۳۴ هم‌بندی دیگرش اعتصاب ملاقات نمود. در اثر این برخوردهای امنیتی با زندانیان سیاسی و تصمیم مسئولان به بستن بند سیاسی ۳۵۰ اوین، وی به دنبال برخی هم‌بندی‌های دیگر خود سرانجام به بند سیاسی زندان رجائی شهر کرج تبعید شد.

## حکم اعدام و واکنش‌ها
گزارشگران بدون مرز، وزارت خارجه کشورهای فرانسه، آمریکا و انگلیس به همراه اتحادیه اروپا، توسط کاترین اشتون مسئول سیاست خارجی اتحادیه اروپا، خواستار توقف حکم اعدام وحید اصغری و آزادی وی شده‌اند. رضا پهلوی (دوم) نیز در بیانیه‌ای خواستار لغو حکم اعدام وحید اصغری و اتحاد برای آزادی فوری وی و چند زندانی سیاسی دیگر شد. اتحادیه دفاع از حقوق بشر در ایران، اتحادیه انجمن‌های ایرانیان فرانسه، انجمن فرانسوی گفتگو و دموکراسی، کمیته ضد سرکوب شهروندان ایرانی و جامعه دفاع از حقوق بشر در ایران نیز با صدور بیانیه‌ای در پایان تظاهراتی در میدان حقوق بشر پاریس خواستار آزادی وحید اصغری و دیگر زندانیان سیاسی شدند. سازمان عفو بین‌الملل نیز در بیانیه‌ای یادآور شده‌است که وحید اصغری که سایت‌های مخالف حکومت را پشتیبانی می‌کرد در یک دادرسی ناعادلانه به اتهامات دروغین متهم و به اعدام محکوم شده‌است.

### حمایت مدافعان حقوق بشر و راه اندازی کمپین
سازمان «دفاع از مدافعان حقوق بشر در خطر» که مقر آن در اروپاست و دارای کرسی دائم حقوق بشر در سازمان ملل است در تابستان ۱۳۹۴ نسبت به هفت سال بازداشت موقت وحید اصغری ابراز نگرانی کرده و خواستار آزادی بی‌قید و شرط وی شده‌است:

مدافع حقوق بشر آقای وحید اصغری از تاریخ ۱۹ اردیبهشت ۱۳۸۷ در زمانی که در حال عزیمت به فرودگاه بین‌المللی تهران بود توسط لباس شخصی‌های سپاه بازداشت شده و تا این تاریخ همچنان در «بازداشت موقت» به سر می‌برد.
وحید اصغری مدافع حقوق زنان است که به سازمان‌ها و فعالان حقوق بشر خدمات رایگان و دامین ارائه می‌داده‌است.
بازجوهای سپاه از این مدافع حقوق بشر خواستند تا اعترافاتی مطابق میل آن‌ها انجام دهد اما وقتی که او این خواسته آن‌ها را رد کرد وی را به آپارتمان مخصوص سرویس اطلاعاتی ایران منتقل کردند و یکی از سپاهیان اسلحه‌ای روی شقیقه اش قرار داده و با تهدید به ترور از او خواسته‌است تا هر چه آن‌ها خواستند را اعتراف کند. وی در آن هنگام سه روز دیگر هم به شدت شکنجه شده‌است.
احکامی که از سوی قضات روحانی علیه وی صادر گشته بود باطل شدند و هنوز هیچ حکم قطعی ای برای وحید اصغری صادر نشده‌است. این فعال حقوق بشر از سوی شعبه ۱۵ دادگاه انقلاب دو بار به اعدام محکوم شده بود که دیوان عالی کشور با نقض این احکام و فراقانونی دانستن آن‌ها بر این نکته تأکید کرد که حکم اعدام وی ناموجه و اتهامات وی ناروا بوده‌است. حکم کاهش یافته وی نیز که ۱۸ سال زندان است نیز هنوز قطعیت نیافته‌است.

سازمان دفاع از مدافعان حقوق بشر در خطر، عمیقاً در مورد ادامه بازداشت وحید اصغری ابراز نگرانی کرده و قویا اعلام می‌دارد که این بازداشت تنها بخاطر اقدام وی در دفاع از حقوق بشر صورت گرفته‌است.
بنیاد حفاظت از مدافعان حقوق بشر همچنین کمپینی برای درخواست آزادی وحید اصغری از حسن روحانی تشکیل داده‌است. ویلیام گومز مدافع حقوق بشر و روزنامه‌نگار نیز با انتشار نامه‌ای به حسن روحانی خواستار آزادی وحید اصغری و تضمین آزادی فعالیت همه مدافعان حقوق بشر در ایران شده‌است. کانون دفاع از حقوق بشر در ایران و کمیته دفاع از حقوق جوان و دانشجوی این کانون نیز با مدافع حقوق زنان خواندن وحید اصغری، خواستار آزادی بی‌قید و شرط وی شدند.